# Laureta van Vlaanderen
Laureta of Laurentia van Vlaanderen (1113–1175, mogelijk 1198) was een dochter van de Vlaamse graaf Diederik van de Elzas en Swanhilde. Zij is viermaal getrouwd geweest:
1. 1139–1145: getrouwd met Iwein van Aalst. Ze kregen een zoon: Diederik van Aalst. Het huwelijk eindigde door de moord op Iwein.
2. 1150–1152: getrouwd met Hendrik II van Limburg, diens tweede huwelijk. Dit huwelijk bleef kinderloos en werd na twee jaar ontbonden.
3. 1153: getrouwd met Rudolf I van Vermandois. Ze kregen een dochter, Eleonora van Vermandois.
4. 1159–1163: getrouwd met Hendrik I van Namen. Dit huwelijk eindigde door een scheiding. Laureta werd non in de Abdij van Vorst hoewel ze vanwege de scheiding werd geëxcommuniceerd door de bisschop van Kamerijk.

Handschrift 746 van Bibliothèque Municipale Sint-Omaars en handschrift Brussel KB 21887 verschillen sterk in wat zij zeggen over de echtgenoten van Laurentia.

## Voorouders
| Voorouders van Laurentia van Vlaanderen | Voorouders van Laurentia van Vlaanderen                                         | Voorouders van Laurentia van Vlaanderen                                         | Voorouders van Laurentia van Vlaanderen                                         | Voorouders van Laurentia van Vlaanderen                                         | Voorouders van Laurentia van Vlaanderen                    | Voorouders van Laurentia van Vlaanderen                    | Voorouders van Laurentia van Vlaanderen                    | Voorouders van Laurentia van Vlaanderen                    |
| --------------------------------------- | ------------------------------------------------------------------------------- | ------------------------------------------------------------------------------- | ------------------------------------------------------------------------------- | ------------------------------------------------------------------------------- | ---------------------------------------------------------- | ---------------------------------------------------------- | ---------------------------------------------------------- | ---------------------------------------------------------- |
| Overgrootouders                         | Gerard van Lotharingen (1030–1070) ∞ Hedwig van Namen (?–?)                     | Gerard van Lotharingen (1030–1070) ∞ Hedwig van Namen (?–?)                     | Robrecht I de Fries (±1029–1093) ∞ Geertruida van Saksen (1033–1113)            | Robrecht I de Fries (±1029–1093) ∞ Geertruida van Saksen (1033–1113)            | ? (–) ∞ ? (–)                                              | ? (–) ∞ ? (–)                                              | ? (–) ∞ ? (–)                                              | ? (–) ∞ ? (–)                                              |
| Grootouders                             | Diederik II van Lotharingen (±1050–1115) ∞ Gertrudis van Vlaanderen (1080–1117) | Diederik II van Lotharingen (±1050–1115) ∞ Gertrudis van Vlaanderen (1080–1117) | Diederik II van Lotharingen (±1050–1115) ∞ Gertrudis van Vlaanderen (1080–1117) | Diederik II van Lotharingen (±1050–1115) ∞ Gertrudis van Vlaanderen (1080–1117) | ? (–) ∞ ? (–)                                              | ? (–) ∞ ? (–)                                              | ? (–) ∞ ? (–)                                              | ? (–) ∞ ? (–)                                              |
| Ouders                                  | Diederik van de Elzas (1100–1168) ∞ 1139 Swanhilde (–1132)                      | Diederik van de Elzas (1100–1168) ∞ 1139 Swanhilde (–1132)                      | Diederik van de Elzas (1100–1168) ∞ 1139 Swanhilde (–1132)                      | Diederik van de Elzas (1100–1168) ∞ 1139 Swanhilde (–1132)                      | Diederik van de Elzas (1100–1168) ∞ 1139 Swanhilde (–1132) | Diederik van de Elzas (1100–1168) ∞ 1139 Swanhilde (–1132) | Diederik van de Elzas (1100–1168) ∞ 1139 Swanhilde (–1132) | Diederik van de Elzas (1100–1168) ∞ 1139 Swanhilde (–1132) |
| Laurentia van Vlaanderen (1113–1175/98) |                                                                                 |                                                                                 |                                                                                 |                                                                                 |                                                            |                                                            |                                                            |                                                            |